# 佐藤嘉彦
佐藤 嘉彦（さとう よしひこ、1945年11月3日 - ）は、日本の元裁判官。2004年より同志社大学大学院司法研究科教授。同志社大学大学院司法研究科長・同志社大学大学院司法研究科アラムナイ・アソシエーション寒梅会顧問。専門は刑事訴訟法。

## 来歴
1969年、同志社大学法学部卒業。1973年、名古屋大学大学院法学研究科修士課程修了。法学修士（名古屋大学）。
裁判官として東京高等裁判所、東京地方裁判所、大阪高等裁判所、大阪地方裁判所、京都地方裁判所判事等を経て、同志社大学大学院司法研究科教授。同志社大学大学院司法研究科長。

## 研究業績
- 「公訴権の濫用について」（修士論文）（1973年3月）
- 「一罪の一部起訴に関する実務上の諸問題について」（2005年2月）
- 「覚せい剤自己使用罪における訴因の特定について」（2006年2月）

## エピソード
研究者、職員、学生からの人望が厚く、2007年4月から第2代司法研究科長に就任した。同年5月に、同志社大学大学院司法研究科アラムナイ・アソシエーション寒梅会の初代顧問に就任した。
なお、裁判官時代は、民事裁判官のキャリアの方が長かった。そのため、民事訴訟法との比較という観点から刑事訴訟法を考察する授業を展開している。